# いい加減にします!
『いい加減にします!』（いいかげんにします）は、1984年10月13日から1985年3月30日まで日本テレビで放送されたバラエティ番組（お笑い番組）。放送時間は毎週土曜 22:30 - 22:57（JST）。

## 概要
三宅裕司、伊東四朗（初期は植木等）、西田敏行と、三宅が主宰するスーパー・エキセントリック・シアター（SET）らが出演し、27分間ショートコントだけで構成されていた。関東では既にSETの主宰としてだけでなく、ラジオ番組『ヤングパラダイス』などにより若者の間で人気を博していた三宅裕司の名が全国的に知られ、三宅自身がエンターテイナーとしても才能を発揮する礎となった。
オープニングは当初コントから始まり、最後に植木が「いい加減にしまーす!」と叫んでオチをつけていた。その後、伊東に交代してからは普通のオープニングタイトルとなり、最後に「いい加減にしろ」とサザンオールスターズの桑田佳祐が言うと「いい加減にしまーす！」と出演者一同で答える集団タイトルコールがあった。また、番組最終回のラストではこのアレンジで出演者一同による「いい加減にしまーしたっ！」のコールで締めくくった。
番組は半年で終了したが、その後すぐに同じく三宅出演の『三宅裕司じゃん!』が日曜夕方枠で放送され、さらにその3か月後には『大きなお世話だ』と『ごきげん!月曜7時半』が放送された。後に三宅と伊東の2人で、この番組のノリを持ち込んだ舞台『いい加減にしてみました』を上演している。
『いい加減にします!』が週一レギュラーで始まる前にサザンオールスターズと共演したコント番組『サザンの勝手にナイトあっ!う○こついてる』（日本テレビ、1984年4月 - 9月・全5回放送）があり、それがきっかけとなって当番組が始まった。三宅は『勝手にナイト』出演で無名だった自分らを有名に押し上げてくれたことで「桑田佳祐は恩人」と発言している。
舞台
- 1997年7月 「いい加減にしてみました」 出演：伊東四朗、三宅裕司、劇団SET
- 2002年1月 「いい加減にしてみました2」 出演：伊東四朗、三宅裕司、小倉久寛
- 2010年3月 「いい加減にしてみました3」 出演：伊東四朗、三宅裕司、沢口靖子

3はWOWOWでも放送された。3作ともDVDが発売されている。

## 出演者
- 三宅裕司
- 植木等
- 伊東四朗：植木と入れ替わる形でレギュラーに起用。
- 小倉久寛
- 小柳ルミ子
- 西田敏行
- 劇団SET
- 松本明子
- サザンオールスターズ：準レギュラー。

## スタッフ
- オープニング：サザンオールスターズ「Tarako」
- 監修：河野洋
- 構成：長谷川勝士、植竹公和 すずまさ
- 音楽：シゲ・堂本
- 美術：奥津徹夫、石附千秋
- 技術：瀧澤壮治
- カメラ：工藤恂児
- 音声：伊東聡
- 照明：小山田彰
- 調整：黒木忠雄、鈴木利之
- 音楽効果：三神直
- 演出補：村武数史
- 演出：棚次隆
- プロデューサー：庄司文雄
- 制作協力：THE WORKS
- 製作著作：日本テレビ

## その他
- 関東地区では1年半後の1986年10月15日から、水曜 17:00 - 17:30 に再放送された（ - 1987年3月2日）[5]。同時期には火曜 17:00 でも、次番組『OH!たけし』が再放送された（ただし年内まで）。中京テレビでも週末の 12:30 から再放送していた。